# サムライスピリッツ ネオジオコレクション
『サムライスピリッツ ネオジオコレクション』（SAMURAI SPIRITS NEOGEO COLLECTION）は、SNKから発売のゲームソフト。NEOGEOに発売された『サムライスピリッツ』シリーズを収録した内容。Xbox One版のみ開発元のDigital Eclipseより発売されている。

## 概要
Digital Eclipse開発のSNKとしては日本未発売の『SNK 40th Anniversary Collection』に続いて2作目で、NEOGEOでの移植は初。
全作品にオンラインプレイ対応の他、2000点以上のイラストや資料、200曲以上のBGMや歴史、キャラ紹介、製作現場、プレイ映像、新規撮り下ろしの当時のスタッフのインタビュー映像のミュージアムを収録。
全ては2019年のゲームイベント「PAX EAST 2019」から始まり、2020年1月の「EVO Japan 2020」にブースを出展した。
収録作品のうち『サムライスピリッツ零SPECIAL完全版』は短期間のロケテストを行っただけで実際に発売されなかったタイトルであり、本製品が初の一般販売となる。

## 収録作品
- SAMURAI SPIRITS
- 真SAMURAI SPIRITS 覇王丸地獄変
- サムライスピリッツ 斬紅郎無双剣
- サムライスピリッツ 天草降臨
- サムライスピリッツ零
- サムライスピリッツ零SPECIAL
- サムライスピリッツ零SPECIAL完全版